# 陳君愷
陳君愷（1965年3月10日—），歷史學家。生於日本埼玉縣，出身臺灣臺北市北投望族侯亭陳家，其父陳國章為著名地理學家。延平中學畢業，輔仁大學歷史學系學士，國立臺灣師範大學歷史研究所碩士、博士。曾任日本東京大學外國人客員研究員，台灣社會改造協會祕書長，台灣歷史學會秘書長、理事長，台灣北社理事，台灣高等教育產業工會輔大分部召集人，教育部高級中學歷史科教科用書審定委員會委員。現任輔仁大學歷史學系教授。

## 生平
由於父親陳國章與母親林碧湘當時皆於日本留學、攻讀博士學位中，因此陳君愷出生於日本埼玉縣，大約五、六個月大時，全家才返臺。
1971年9月，陳君愷就讀東門國小，五年級時因學區畫分之故，1975年9月轉到剛成立不久的金華國小就讀。1977年9月，陳君愷進入大安國中就讀。 
由於國中環境十分惡劣，陳君愷的學業成績低落，遂於高中聯考落榜，最終，他在參加了幾所私立中學招生考試後，1980年9月由備取身分進入延平中學高中部就讀。由於延平的校風較為開明自由，而且高中部基本上不體罰，陳君愷的學業成績遂扶遙直上，儘管他「成天在看課外書」。 
1983年，陳君愷以超過最低錄取分數20分的成績（相當於政大中文系）考上輔仁大學歷史系。1987年6月，大學畢業，應屆考取臺師大史研所碩士班。1991年7月，碩士畢業，應屆考取同所博士班；博士班期間（1993年8月-1998年7月）曾於輔大歷史系兼任講師。1998年10月，博士畢業，隨即入伍服役。退伍後，1999年8月至2000年7月於輔大歷史系兼任副教授。 
2000年8月，陳君愷回到母校輔大歷史系任教（專任副教授）。2004年3月，完成教授升等著作《臺灣「民主文化」發展史研究》，並提出升等申請。在校方不公正的打壓下，陳君愷提出申訴，最終才於2005年5月獲得通過、升等為教授（資格自2004年8月起算）。 
2023年，受台灣基進提名為第11屆立法委員全國不分區及僑居國外國民候選人第四名。

## 學術評價

### 《日治時期臺灣醫生社會地位之研究》（1992）
- 國立臺灣師範大學歷史研究所碩士論文〈日治時期臺灣醫生社會地位之研究〉（1991.6）獲同所郭廷以獎學金獎助出版，列為國立臺灣師範大學歷史研究所專刊（22）（1992.10）。其指導老師、時為國立臺灣師範大學歷史學系教授李國祁於該書〈序言〉評價道：「本書在選題上是頗具有創新的意義的。……資料完整是本書的特色之一。其次在研究及寫作的方法上，本書雖未借用很多的社會學理論，但以深入細膩的分析與討論，謹嚴的寫作態度，而自行建立其理論體系。這是本書的另一項特色。而這一特色似乎更能符合史學研究方法的要求。這本著作正因為有上述的這些特色與優點，其水準遠超過一般史學研究所碩士論文，故在口試時受到考試委員一致的稱讚，事後又獲得郭廷以先生獎學金資助其出版。可知其所具有的學術水準是被大家所肯定的。作者陳君君愷，是我近年來在師大歷史研究所碩士班所指導的學生中，難得一見的優秀同學。他的值得稱道，不僅在於敬業態度與長於分析問題的頭腦，最難能可貴的，仍是其對史學研究的執著。這種絕不退讓，孜孜不倦，永不肯放鬆的執著精神，常常是史家成功的必要條件。」[8]
- 時為美國加州大學戴維斯分校社會學系助理教授駱明正於其專著中評論道：「My discussion concurs with Chen’s study (1992) of Taiwanese physicians' social status, which was probably the first major contribution to this topic.」[9]

### 《臺灣「民主文化」發展史研究》（2004）
- 時為國立政治大學歷史系博士班研究生、國立彰化高中歷史科教師，現為國立臺北教育大學臺灣文化研究所副教授暨所長蘇瑞鏘評價此書：「取材豐富，組織嚴謹；內容充實，見解創新；研究方法恰當，推理嚴謹；觀點不但有深厚的學理依據，更有紮實的史料基礎；所獲結論亦頗具學術價值。……不僅允為研究臺灣民主文化者的學術指南，且宜為意欲從事『歷史清算』者的教戰手冊。」[10]
- 日本東京大學、早稻田大學名譽教授若林正丈論及：「戰前1920年代民主運動和戰後『黨外』民主運動的第二個相似之處，是兩者皆由下而上地提出了『台灣願景』，用以對抗各自時代的統治意識型態。若要以一句話來概括，就是『民主自治的台灣願景』。從1970年代到80年代，『黨外』民主運動動搖了國民黨一黨專政威權體制的背景裡，除有廣為學界所知的中國自由主義思想影響外，還存在著這樣一個歷史系譜，也就是由下而上的『台灣願景』。」並於註10指出：「強調這個論點的研究有陳君愷，《臺灣「民主文化」發展史研究》（台北：記憶工程出版，2004年）。」[11]

### 《解碼228——解開二二八事件處理大綱的歷史謎團》（2013）
- 時為國立臺北教育大學臺灣文化研究所教授李筱峰評價：「精明的史家面對龐雜的史料，則能以冷靜的態度，層層剝解，猶如抽絲剝繭，撥雲見日，淋漓盡致，扣人心弦。這是具有『史才』、『史學』、『史識』的史家的條件。如果繼而能進一步摘偽指佞，讓那些專門為權勢者立言、為宰制者講話的『史家』，心跡昭彰，惡形畢露；讓被壓迫者洗刷蒙冤受辱的歷史，讓被宰制者能還以真確史實，則更是史家應有的『史德』。台灣史學界裡面具有『史才』、『史學』、『史識』的人應該不少，但是同時又具備『史德』的人恐怕就不多了。年輕學者陳君愷是少數中的一位。……整個論辯過程絲絲入扣，足可以讓我在研究所裡面所開的『史料與研究方法』課上做為範例教材來討論」。[12]

## 學術倫理
陳君愷長年關心學術倫理，多次具名具文提出檢舉、指控。

### 劉士永違反學術倫理事件
自2002年起，陳君愷多次向各單位檢舉中央研究院臺灣史研究所研究人員劉士永在《臺灣史研究》第4卷第1期（臺北，1997.6）發表之〈一九三〇年代以前日治時期臺灣醫學的特質〉 一文嚴重違反學術倫理，包括誤引誤述、架空引用、抄襲剽竊等數十項，但長年遭到中研院黑箱處理及各相關單位漠視 ，並曾於2016年12月1日、2017年12月1日先後兩度撰寫公開信給中研院院長廖俊智，且皆附上20個檢舉案例佐證資料，兩次合計共40個。

其後不久，劉士永即於2018年自中研院臺史所離職，之後任教於上海交通大學歷史系。

### 戴晉新升等著作疑雲事件
2007年，陳君愷發表書評，指出輔仁大學歷史學系教授戴晉新之教授升等著作《先秦史學史論稿——觀念與方法》（臺北：國泰文化事業有限公司，2000.5）一書有幾處疑點。首先，此書除了在國家圖書館館藏一本之外，未見收藏於各大學與中研院等研究機構圖書館，甚至於輔仁大學圖書館亦無館藏，並且亦未見於市面流通而無法購得，恐不符教育部〈專科以上學校教師資格審定辦法〉第4條第1款所規定之「公開發行」要件；其次，此書所收〈孟子歷史觀念試釋〉一文，與作者之副教授升等著作《孔孟史學四論》（臺北：美勞教育出版社，1992.4）所收〈孟子歷史思想〉一文雷同之處高達68.38%，形同自我抄襲，並且《孔孟史學四論》甚至未見收藏於任何一所圖書館，也同樣未見於市面流通而無法購買。

### 許雪姬抄襲事件
2023年3月，陳君愷具文指控許雪姬在《臺灣歷史辭典》（臺北：行政院文化建設委員會，2004.5）所撰〈南拜山〉條目，至少有55.60%抄襲、剽竊自陳君愷專著《日治時期臺灣醫生社會地位之研究》之相關內容。其後，許雪姬具文反駁指控。陳君愷則再度具文回應、並提出更多證據。許雪姬迄未再做回應。

## 著作

### 學術專著
- 《日治時期臺灣醫生社會地位之研究》，國立臺灣師範大學歷史研究所專刊（22），臺北：國立臺灣師範大學歷史研究所，1992年10月初版。[27]
- 《宋代醫政之研究》，臺北：國立臺灣師範大學歷史研究所博士論文，1998年10月。[28]
- 《臺灣「民主文化」發展史研究》，臺北：記憶工程股份有限公司，2004年3月初版。[29]
- 《解碼228——解開二二八事件處理大綱的歷史謎團》，臺北：玉山社出版事業股份有限公司，2013年3月初版。

### 編著
- 《殖民．再殖民．獨立自主——台灣歷史學會創立20週年研討會論文集》（主編），臺北：台灣歷史學會，2016年10月初版。
- 《迢迢民主路上的自由呼聲——臺灣民主改革文獻選輯》（主編），林瓊華、陳君愷、莊天賜、薛化元、蘇瑞鏘（著），臺北：國立中正紀念堂管理處，2018年7月初版。

### 普及讀物
- 《狂飆的年代：1920年代台灣的政治、社會與文化運動》，青少年台灣文庫歷史讀本3，臺北：日創社文化事業有限公司，2006年10月初版。

及中、英、日文之學術論文、研究討論及書評共五十餘篇。